# كريستال توماس
كريستال توماس (بالإنجليزية: Krystal Thomas)‏ مواليد 10 يونيو 1989 في أورلاندو، هي لاعبة كرة سلة أمريكية. بدأت مسيرتها الاحترافية في سنة 2011. تم اختيارها من قبل فريق سياتل ستورم خلال الدرافت. تلعب مع واشنطن ميستيكس كلاعب وسط.

## المسيرة الاحترافية
لعبت مع سياتل ستورم في سنة 2011، ثم لعبت مع فينيكس ميركوري في سنة 2011، ثم لعبت مع نادي أفينيدا لكرة السلة للسيدات في موسم 2013–2014، ثم لعبت مع إنديانا فيفر في سنة 2014، ثم لعبت مع سياتل ستورم في سنة 2016، ثم لعبت مع واشنطن ميستيكس في سنة 2016.

## روابط خارجية
- كريستال توماس على موقع الاتحاد الدولي لكرة السلة (الإنجليزية)
- كريستال توماس على موقع الاتحاد الوطني لكرة السلة النسائية (الإنجليزية)
- كريستال توماس على موقع كرة السلة الأوروبية.كوم (الإنجليزية)
- كريستال توماس على موقع كلية كرة السلة في سبورتس رفرنس.كوم (الإنجليزية)
- كريستال توماس على موقع بروبوليرز (الإنجليزية)
- كريستال توماس على موقع سبورتس رفرنس (الإنجليزية)